# Porúbka (Žilina)
|  | No s'ha de confondre amb Porúbka (Košice). |

Porúbka és un poble i municipi d'Eslovàquia que es troba a la regió de Žilina, al centre-nord del país.

## Història
La primera menció escrita de la vila es remunta al 1362.

## Demografia
| Godina             | 1994 | 2004   | 2014   | 2024    |
| ------------------ | ---- | ------ | ------ | ------- |
| Nombre de persones | 446  | 455    | 466    | 519     |
| Diferència         |      | +2,01% | +2,41% | +11,37% |

| Godina             | 2023 | 2024   |
| ------------------ | ---- | ------ |
| Nombre de persones | 529  | 519    |
| Diferència         |      | −1,89% |